# William Gillan Waddell
William Gillan Waddell (1884 – 1945) è stato un papirologo scozzese insegnante di discipline classiche all'attuale Università del Cairo.

## Biografia
Waddell nacque a Neilston, in Scozia; fu professore di classici all'Università Fuad el Awal del Cairo, in Egitto (nel 1940) e traduttore di greco antico e latino in inglese.

## Opere selezionate
- Menander, of Athens, Selections from Menander, a cura di W G Waddell, Oxford, Clarendon Press, 1927, OCLC 5329253.
- W G Waddell, The lighter side of the Greek papyri: a talk to the St. Andrew's society, Cairo, Egypt, [Low Fell near Newcastle upon Tyne] : [C.F. Cutter], 1932, OCLC 4145247.
- Herodotus e W G Waddell, Herodotus, book II, Methuen's classical texts, London, Methuen & Co., 1939, OCLC 9272920.
- Manetho, Ptolemy e W G Waddell, Manetho, Loeb classical library, vol. 350, Cambridge, Mass., Harvard University Press; London, W. Heinemann Ltd., 1940, ISBN 9780674993853, OCLC 690604.